# Paržanj
 Ovo je glavno značenje pojma Paržanj. Za druga značenja pogledajte Paržanj (razdvojba).
Paržanj je otočić u Paklenim otocima pored Hvara, između Velog Vodnjaka i Svetog Klementa. Visok je 20 m i prekriven suhom travom.